# Marie Johansson
Karin Marie Johansson (Rättvik, 30 giugno 1963) è un'ex fondista svedese.
È moglie di Gunde Svan, a sua volta fondista di alto livello.

## Biografia
In Coppa del Mondo ottenne il primo risultato di rilievo il 6 marzo 1982 a Lahti (6ª) e ottenne l'unico podio il 13 dicembre 1986 (2ª).
In carriera prese parte a un'edizione dei Giochi olimpici invernali, Calgary 1988 (21ª nella 5 km), e a una dei Campionati mondiali, Oslo 1982 (6ª nella 10 km il miglior risultato).

## Palmarès

### Coppa del Mondo
- Miglior piazzamento in classifica generale: 10ª nel 1982
- 1 podio (individuale[2]:
  - 1 secondo posto